# Павлиашвили, Сосо
Ио́сиф Рами́нович (Сосо) Павлиашви́ли (груз. იოსებ (სოსო) რამინის ძე პავლიაშვილი; род. 29 июня 1964, Тбилиси, Грузинская ССР, СССР) — советский, грузинский и российский эстрадный певец, композитор.

## Биография
Иосиф (Сосо) Павлиашвили родился 29 июня 1964 года в Тбилиси. Вопреки распространённому заблуждению, Со́со не псевдоним, а уменьшительно-ласкательный вариант имени Иосиф.
Отец — Рамин Иосифович Павлиашвили, архитектор, имеет грузинское происхождение. Мать — Аза Александровна Павлиашвили (в девичестве — Кустова), технолог по тканям, домохозяйка.
В шесть лет начал обучаться игре на скрипке, первое время сочетая эти занятия с рисованием. После выпуска из средней школы был принят в класс скрипки тбилисской консерватории, где проявил себя и даже нацеливался на участие в конкурсе им. Чайковского. Но с третьего курса его призвали в ВВС СССР (отсрочка студентам тогда была отменена), что помешало карьере академического артиста, хотя после службы он вуз не бросил и получил диплом. Произошедшее не вылилось для Павлиашвили в драму: во время пребывания в армии он приобщился к эстраде и после увольнения в запас продолжил музыкальный путь, пусть не в классическом жанре.
Стал участником тбилисского вокально-инструментального ансамбля «Иверия», где проработал около года. Писатель-сатирик Лион Измайлов в книге воспоминаний «Эстрада — is my love. От смешного до серьёзного: Записки юмориста» утверждает, что рождение Павлиашвили как вокалиста произошло в канадском городе Калгари во время зимней Олимпиады 1988 года. Играл на скрипке в ансамбле «Иверия», а однажды решился спеть на сцене, установленной на площади в центре города.

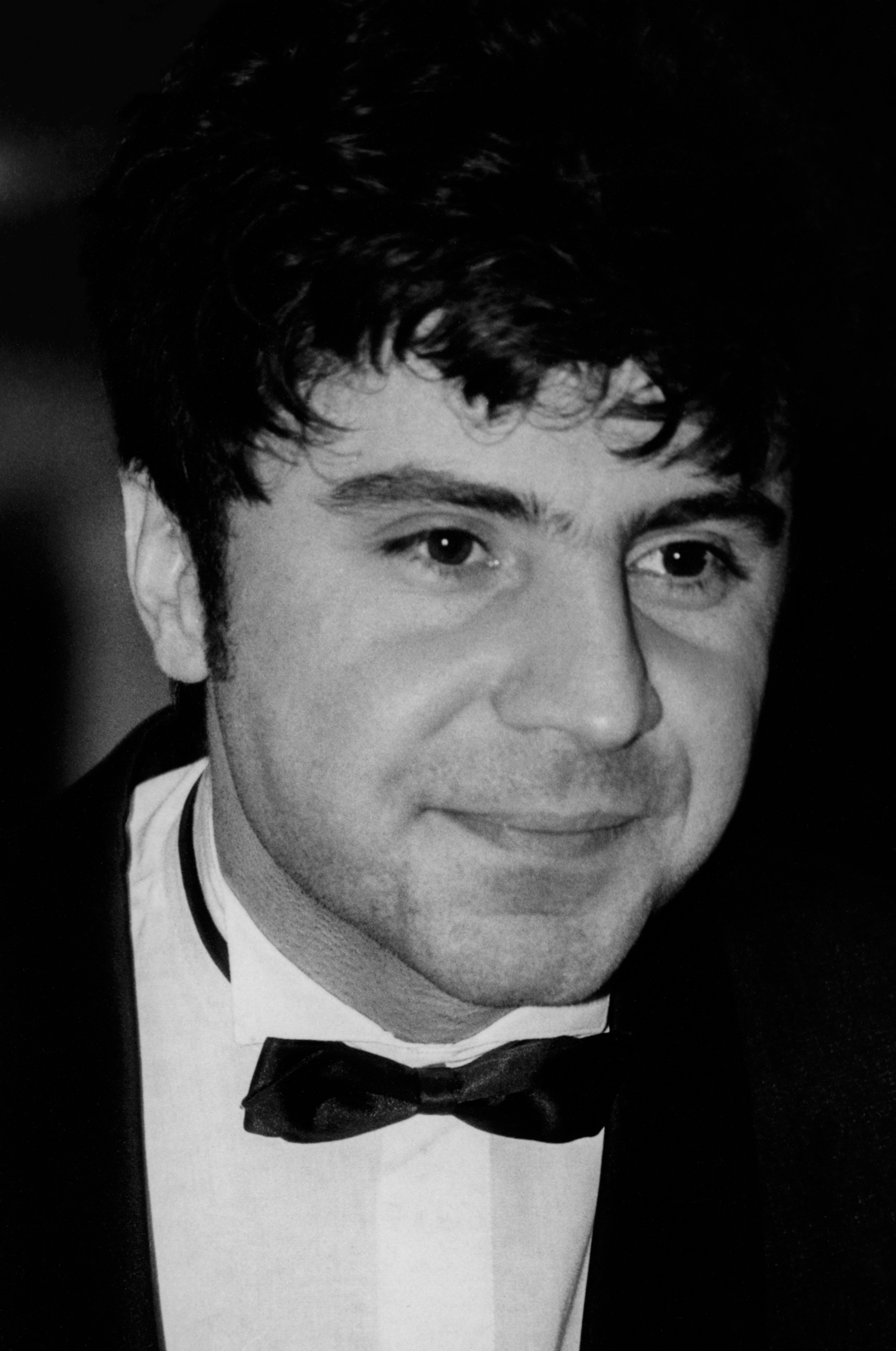
В 1993 году

8 июля 1989 года Павлиашвили стал обладателем гран-при 4-го Всесоюзного телевизионного конкурса молодых исполнителей советской эстрадной песни в Юрмале Латвийской ССР, где, на волне отмеченного во время его проведения всплеска национализма и сепаратизма, буквально на коленях воспел национальную свободу Грузии в песне «Родина» («Самшобло»).
Три сольных альбома выпустил ещё в девяностых, но относительно заметные работы вышли только в 2001 и 2003 годах — два альбома «Ждёт тебя грузин» и «О моей любви».
12 сентября 2012 года представил видеоклип на песню «Белая фата». В том же году выпустил песню «Небо на ладони», которая в дальнейшем стала «визитной карточкой» артиста. 26 ноября выпустил одноимённый видеоклип, в котором снялась супруга Павлиашвили.
2 сентября 2016 представил видеоклип на песню «Помолимся за родителей». Автором музыки является Павлиашвили, автор текста песни — Константин Губин.
30 ноября 2016 года Павлиашвили выступил во Дворце имени Гейдара Алиева в Баку с сольным благотворительным концертом, организатором которого выступил Эмин Агаларов.
30 июля 2017 года выступил на Международном музыкальном фестивале «Жара» в Баку.
В марте 2018 года выпустил новую песню и клип «Моя мелодия».
11 февраля 2019 года выпустил мультипликационный клип на песню «Для тебя». Художником клипа выступил Давид Саакянц, сын режиссёра, сценариста и мультипликатора Роберта Саакянца.
В 2019 году Павлиашвили отметил 30-летие своей творческой деятельности и выпустил песню «Я отвечу только перед богом», а 8 мая выпустил видеоклип, посвящённый мужчинам.
27 августа 2019 года состоялся творческий вечер Павлиашвили на «Новой волне» в Сочи. В нём приняли участие такие грузинские и российские артисты, как Валерий Меладзе, Тамара Гвердцители, Григорий Лепс, Кети Топурия из A-Studio, Вахтанг, Теона Контридзе, Александр Шоуа, жена и дети Сосо, а также грузинский фольклорный ансамбль Сочи, балет Аллы Духовой «Todes», школа Игоря Крутого и другие. Каждый из них исполнял песни из репертуара Павлиашвили в своём стиле и своих аранжировках. Ведущими творческого вечера были Гарик Мартиросян и Михаил Галустян. Сам творческий вечер прошёл в формате грузинского застолья.
26 октября 2019 года Павлиашвили отпраздновал свой 55-й юбилей в Москве на сцене «Crocus City Hall». В концерте приняли участие 15 армянских музыканта из Еревана, под руководством Артака Нерсисяна. Также, выступили участник третьего сезона шоу «Голос» Георгий Юфа, дочь Сосо Павлиавшвили Сандра спела дуэтом с отцом песню «Птицы летят». Над организацией концерта работали Максим Оганесян, Виктор Устенко, Ангелина Селезнёва, а также помогала семья артиста. На сцене «Crocus City Hall» Павлиашвили исполнил как старые песни в новых аранжировках, так и новые треки, которые войдут в новый альбом артиста.
17 января 2020 года вышел альбом Павлиашвили «Жизнь — это кайф», в котором 14 песен. По словам артиста, на создание альбома вдохновили 70-е годы в музыкальном плане, воспитавшие его как артиста, тем самым отдав дань уважения «не модной, а вечной музыке». В записи альбома Сосо Павлиашвили принимали участие музыканты, играющие на флейте, саксофоне, гитаре, валторне, барабанах и т. д. Альбом имеет двойную обложку и записан на виниле, в формате CD и цифровой дистрибуции.

### Личная жизнь
Первая жена (в 1985—2003 годах) — Нино Учанейшвили (род. 1965).
Сын — Леван Иосифович Павлиашвили (род. 1987) — учился в Суворовском училище, окончил Военно-технический университет при Федеральном агентстве специального строительства (ФГОУ ВПО «ВТУ при Спецстрое России»).
В 2020 году обвенчался с Ириной Патлах, бывшей бэк-вокалисткой группы «Мирони». Периодически выступает в качестве танцовщицы и бэк-вокалистки на концертах Сосо.
Дочери Елизавета Павлиашвили (род. 2004), Сандра Павлиашвили (род. 2008).
Помимо России, Павлиашвили живёт и работает в Грузии.

## Общественная позиция
Павлиашвили известен своей последовательной прокремлевской позицией. Так, в 2023 году, во время нападения России на Украину, Павлиашвили поддержал российское вторжение на Украину заявив что «Россия должна победить, потому что иначе победит антихрист». Также Павлиашвили выступал для украинских беженцев из самопровозглашённых ДНР и ЛНР, а также для раненых российских военных в госпиталях.

## Творчество

### Дискография
- 1993 — «Музыка друзьям» («SNC рекордз»)
- 1996 — «Пой со мной» («Becar Records»)
- 1998 — «Я и ты» («ОРТ рекордз»)
- 2001 — «О моей любви» («Мистерия звука»)
- 2003 — «Ждёт тебя грузин!» («Мистерия звука»)
- 2005 — «Лучшие песни для Вас» («Проф мьюзик»)
- 2007 — «Вспоминайте грузина» («Монолит»)
- 2010 — «Восточные песни» (сингл)
- 2013 — «Лучшее»
- 2014 — «Кавказский»
- 2020 — «#ЖизньЭтоКайф»
- 2021 — «Небо на ладони»

### Фильмография
- 1997 — Новейшие приключения Буратино — Джорджио, солдат удачи
- 2002 — Ледниковый период — Гиви, шофёр Гурама
- 2002 — Дружная семейка — камео
- 2003 — На углу у Патриарших—3 — певец
- 2004 — 33 квадратных метра (4-й сезон, серия № 17) — Ганс
- 2004 — Потерявшие солнце — Тенгиз Кардава, криминальный авторитет
- 2006 — Первый скорый — носильщик
- 2007 — Королевство кривых зеркал — замерзающий грузин
- 2007 — Папины дочки — Тимур, приятель Василия Федотова
- 2008 — Счастливы вместе (3-й сезон, серия № 220 «Маза факел») — камео
- 2009 — Золотой ключик — Джузеппе
- 2010 — Новогодние сваты — камео
- 2011 — Поцелуй сквозь стену — камео
- 2011 — Новые приключения Аладдина — купец
- 2012 — 8 первых свиданий — камео
- 2013 — Последний из Магикян — камео, друг Давида, исполнитель титровой песни
- 2020 — Вечер шутов или серьезно с приветом — Гиви Израилевич

## Достижения и награды
- 1989 — гран-при 4-го Всесоюзного телевизионного конкурса молодых исполнителей советской эстрадной песни в городе Юрмале Латвийской ССР[6].
- Махмуд Эсамбаев называл Павлиашвили «Камертоном Грузии»[35].
- 1998 — Орден Чести (21 мая 1998 года, Грузия) — за личный вклад в развитие современного грузинского эстрадного искусства, его популяризацию и плодотворную творческую деятельность [36][37].
- 2000 — Лауреат международного конкурса (Швеция), гран-при[37].

## Интервью
- Юлия Меньшова. Гость Сосо Павлиашвили. Наедине со всеми. Выпуск от 14.12.2015 // Первый канал. — 2015. — 14 декабря.
- Борис Корчевников. Сосо Павлиашвили. Судьба человека с Борисом Корчевниковым // Россия 1. — 2019. — 5 апреля.
- Алексей Остудин. Сосо Павлиашвили. Интервью Алексею Остудину // Новая волна. — 2019. — 6 сентября.
- Иван Ургант. Сосо Павлиашвили. Вечерний Ургант. 1172 выпуск от 10.10.2019 // Вечерний Ургант. — 2019. — 10 октября.
- Пресс конференция Сосо Павлиашвили ТАСС #ЖизньЭтоКайф // ТАСС. — 2019. — 23 октября.
- Татьяна Устинова. Сосо Павлиашвили. Мой герой // ТВ Центр. — 2019. — 24 октября.